# Йонсгард, Кнут
Кнут Йонсгард (англ. Knute Johnsgaard, род. 5 декабря 1992, Уайтхорс) — канадский лыжник. Участник зимних Олимпийских игр 2018 года.

## Биография
Кнут Йонсгард родился 5 декабря 1992 года в канадском городе Уайтхорс.
Выступал в соревнованиях по лыжным гонкам за клуб «Уайтхорс».
С 2013 года выступает в Кубке мира по лыжным гонкам. 22 января 2017 года единственный раз в карьере стал призёром этапа Кубка мира: в Ульрисехамне сборная Канады, за которую он выступал, заняла 3-е место в эстафете 4х7,5 км.
В 2017 году участвовал в чемпионате мира в Лахти. Занял 56-е место в индивидуальной гонке на 15 км, 55-е — в скиатлоне на 30 км и гонке на 50 км с масс-стартом, 53-е — в спринте.
В 2018 году вошёл в состав сборной Канады на зимних Олимпийских играх в Пхёнчхане. Выступал в трёх дисциплинах лыжных гонок. В индивидуальной гонке на 15 км занял 69-е место, показав результат 37 минут 48,5 секунды и уступив 4 минуты 4,6 секунды завоевавшему золото Дарио Колонье из Швейцарии. В скиатлоне на 30 км сошёл с дистанции. В эстафете 4х7,5 км сборная Канады, за которую также выступали Лен Вяльяс, Грэм Киллик и Рассел Кеннеди, заняла 9-е место, показав результат 1 час 36 минут 45,9 секунды и уступив 3 минуты 41 секунду победившим лыжникам Норвегии.